# Groupe Radeberger
 (avril 2021).
Le groupe Radeberger (Radeberger Gruppe en allemand) est la première entreprise brassicole d'Allemagne, propriétaire de 16 brasseries et d'un portefeuille de plusieurs dizaines de marques de bières et de boissons sans alcool. Son siège social est situé à Francfort-sur-le-Main. Elle fait partie du holding Dr. Oetker depuis sa création en 1952.
Son nom fait référence au fleuron du groupe : la brasserie Radeberger fondée en 1872 à Radeberg en Saxe.

## Histoire
Par l'acquisition de la majorité des actions de la brasserie Binding en 1952, le groupe Dr. August Oetker investit dans ce nouveau secteur d'activité. Le Groupe Binding sera renommé le groupe Radeberger en juillet 2002.
Le groupe rachète ensuite de nombreuses marques de bière comme Radeberger Pilsner, Jever, Freiberger, Allgäuer Brauhaus, Schöfferhofer Weizen, Selters ou Tucher. Il indiquait en 2016 un chiffre d'affaires de 2 milliards d'euros et employait 5 850 ouvriers, ce qui représente une recette fiscale d'environ 100 millions d'euros. D'après ses propres données, le groupe Radeberger produit annuellement 13 millions d'hectolitres de bière et représente 15% de part de marché en Allemagne.
En 2014, l'office fédéral de lutte contre les cartels a condamné le groupe Radeberger pour entente illicite sur les prix de la bière avec plusieurs autres brasseries. Le groupe a été sanctionné par une amende de 231,5 millions d'euros.
Fin 2017, le groupe vend la marque Bionade au fabricant de boissons Hassia Mineralquellen basé à Bad Vilbel.

## Filiales

### Brasseries
- Allgäuer Brauhaus AG, siège et ancienne brasserie à Kempten (Allgäu), brasserie à Marktoberdorf.
  - marques : Allgäuer, Altenmünster, Büble, Oberdorfer, Teutsch Pils, Fürstabt, Norbertus
- Berliner-Kindl-Schultheiss-Brauerei, Berlin
  - marques : Berliner Kindl, Schultheiss, Berliner Pilsner, Potsdamer Rex, Berliner Bürgerbräu, Märkischer Landmann, Prater
- Binding-Brauerei, Francfort-sur-le-Main
  - marques : Binding, Henninger, Erbacher
- Dortmunder Actien-Brauerei AG, Dortmund
  - marques : Kronen Privatbrauerei Dortmund, Dortmunder Union-Brauerei, DAB, Brinkhoff's, Dortmunder Hansa, Hövels Hausbrauerei, Dortmunder Ritter-Brauerei, Brauerei Thier, Dortmunder Stifts-Brauerei, Wicküler (de), Andreas Pils, Brauerei Schlösser
- Freiberger Brauhaus GmbH, Freiberg
  - marques : Freiberger, Freibergisch, Meisterbräu
- Hasen-Bräu, Augsbourg
- Friesisches Brauhaus zu Jever, Jever
- Hanseatische Brauerei Rostock, Rostock
  - marques : Rostocker, Mahn & Ohlerich
- Haus Kölscher Brautradition, Cologne
  - marques : Gilden Kölsch, Küppers Kölsch, Sester Kölsch, Sion Kölsch, Peters Kölsch, Dom Kölsch[5]
- Krostitzer Brauerei, Krostitz
- Sternburg-Brauerei, Leipzig
- Radeberger Exportbierbrauerei GmbH, Radeberg
- Stuttgarter Hofbräu AG & Co. KG, Stuttgart
  - marques : Stuttgarter Hofbräu, Malteser Weissbier
- Tucher Bräu GmbH & Co. KG, Nuremberg/Fürth
  - marques : Tucher, Lederer Bräu, Zirndorfer, Grüner, Humbser, Patrizier, Kloster Scheyern

### Boissons non-alcoolisées
- Selters
- Bionade